# 遠州楽器制作
遠州楽器制作株式会社（えんしゅうがっきせいさく　英：Enschu Musical Instruments Production Inc.）は、静岡県浜松市に本社を置くピアノの製造と販売を行う楽器会社。
令和になって創業されたため、「日本で一番新しいピアノメーカー」とも呼ばれる（2023年時点）。

## 概要
法人名は漢字表記だがピアノのブランドはENSCHUであり、読みがなが必要なときはエンシュウを使用している。1970年代まで同じ浜松市に存在した遠州ピアノ製造および同グループの遠州楽器製作所とは無関係の企業である。
また、旧社名が遠州製作でブランドがENSHUである工作機械メーカーのエンシュウとも無関係である。
YoutubeやInstagram、TwitterなどのSNSを中心に情報発信をしている。営業部長のカプースチンの演奏が人気である。

## 歴史
東洋ピアノ製造株式会社(アポロピアノ)にて取締役をしていた岩佐真の独立によって2019年に創業された。創業にあたっては、日本でのピアノ販売台数が数十年にわたって低迷している時期でもあり、「なぜ今の時代に日本でピアノ製造の会社を立ち上げるのか」と反対の声も多かった。しかしながら、岩佐には自分たちが作るピアノを好む一定層の人たちがいるという確信を持っており、一般家庭をターゲットにしたピアノ作りを目指した。
2022年2月に日本国内で最初のオリジナルブランドのアップライトピアノ「E121」を発売した。同年11月には国内でグランドピアノ「E150」を発売した。国内での販売以前は、日本国外で先行して販売したり日本国外ブランドのOEMを行ったりしていた。

## 特徴
自社店舗や営業部門を持っておらず、東京駅などでストリートピアノ用に設置されたグランドピアノが営業の場となっている。ストリートピアノを演奏する人を撮影した動画がSNSにアップされ、シェアされて拡散し、口コミで話題になることを営業につなげる営業戦略を取っている。
生産するピアノは手作りであり、全て受注生産である。在庫を持たないことで、コストを抑制しており、グランドピアノとしては安い価格帯での販売を行っている。また、ピアノは日本の住宅事情に合わせて、やや小型のサイズとなっている。
日本の国内ピアノ市場は、電子楽器の普及と少子化のために低迷が続いているため、アフリカやシンガポールなどの日本国外市場に照準を合わせた営業を行っている。実際、日本製造という信頼感と手ごろな価格設定とで、アフリカやシンガポールからの受注率は9割となっている。
ストリートピアノを演奏した人からは「すごく柔らかくてきれいな音」など、柔らかい音が評価されている。
ピアノ教室の講師からは「四畳半や六畳間ぐらいでも入る小さなサイズでありながら、響きが良い」「（音楽をやる者にとっては）用意しやすい値段の楽器」と評価されている。

## 製品
アップライトピアノ
- ENSCHU「E121DA MONDE」（2025年4月4日～）
- ENSCHU「E-121」（2022年2月～）
- HARRODSER「HJ-1」（2020年～） - ドイツのハローザー社と遠州楽器制作とのパートナー契約により誕生した日本国産ピアノ。

グランドピアノ（コンパクト）
- ENSCHU「E-150」（2022年11月～）